# Steinlohbach
Der Steinlohbach ist ein Zufluss der Gregnitz in der Gemeinde Nagel im oberfränkischen Landkreis Wunsiedel im Fichtelgebirge in Nordostbayern. 
Der Steinlohbach entsteht nordöstlich von Reissingerhöhe aus drei Quellflüssen. Er fließt von dort in südöstlicher Richtung östlich von Reissingerhöhe und von Lochbühl. Er mündet am nördlichen Ende in den Nagler See und verlässt ihn wieder am südlichen Ende. Nach kurzem Lauf durch den Kernort Nagel mündet der Steinlohbach nördlich der Staatsstraße St 2665 in die Gregnitz, einen Nebenfluss der Fichtelnaab.